# Conus kawamurai
Espèce
Statut de conservation UICN

 DD  : Données insuffisantes
Conus kawamurai est une espèce de mollusques gastéropodes marins de la famille des Conidae.
Comme toutes les espèces du genre Conus, ces escargots sont prédateurs et venimeux. Ils sont capables de « piquer » les humains et doivent donc être manipulés avec précaution, voire pas du tout.

## Description
La taille de la coquille varie entre 35 mm et 81 mm.

## Distribution
Cette espèce marine est présente au large des Ryukyus, au Japon.

### Niveau de risque d’extinction de l’espèce
Selon l'analyse de l'UICN réalisée en 2011 pour la définition du niveau de risque d'extinction, cette espèce est endémique au Japon où elle se trouve en eau profonde au large des îles Ryukyu (Röckel et al. 1995). Cette espèce est rare avec seulement moins d'une douzaine de spécimens connus jamais enregistrés (G.T. Poppe, comm. pers. 2011). l'UICN a inscrit cette espèce comme étant insuffisamment documentée et des recherches futures sur son écologie, sa population et les menaces plausibles devraient être entreprises.

## Taxonomie

### Publication originale
L'espèce Conus kawamurai a été décrite pour la première fois en 1962 par le malacologiste japonais Tadashige Habe,.

### Synonymes
- Conus (Leptoconus) kawamurai Habe, 1962 · appellation alternative
- Leptoconus kawamurai (Habe, 1962) · non accepté